# Drept divin

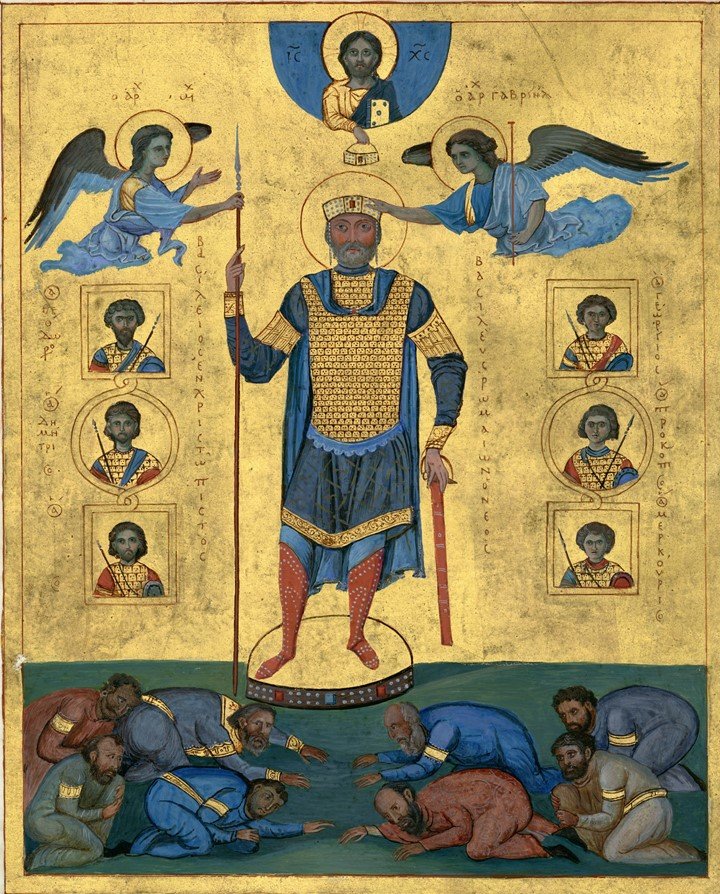
Vasile al II-lea, împăratul bizantin, aducându-i-se închinare de la supuși. În imperiul bizantin, ortodoxia prevede pe împărat ca fiind alesul lui Dumnezeu pe pământ.

Dreptul divin este o doctrină politică și religioasă care privește justificarea unei puteri nedemocratice prin voința lui Dumnezeu: monarhul nu este supus unei autorități pământești, ci puterii divine. Această justificare implică adesea trimiteri la o genealogie mitică, la o "sămânță aleasă".
Potrivit Coranului, califul are atât un rol spiritual, cât și putere pământească, legitimitatea sa fiind dată astfel de dreptul divin.
În Japonia se consideră că Împăratul este descent al zeiței Amaterasu, ceea ce explică denumirea de Împărția Soarelui Răsare.

## Reforma Protestantă
În Occidentul creștin, reforma protestantă a avut o influență mixtă asupra doctrinei. În Biserica Anglicană, Henry VIII s-a folosit de această idee pentru a-și justifica și consolida poziția ca lider suprem, atât secular, cât și în religios.
Pe de altă parte, scrierile lui Martin Luther, în special „Despre Libertatea unui Creștin”, sau „Despre Conciliile Bisericii” au dus la emanciparea țărănimii, Luther afirmând că „omul creștin, este cel mai liber dintre toți, și este servitorul nimănui”. Acest lucru a fost un factor decisiv în declanșarea Războiul Țărănesc German. Chiar dacă, în final, Luther s-a aliat cu nobilimea, în defavoarea țărănimii, condamnând răscoala.
Nu în ultimul rând, ideile reformatorului expuse în „Despre Conciliile Bisericii” (1539) promovează o politică ecleziastică în care credincioșii de rând, și nu un rege sau nici chiar vreun episcop, fac deciziile în biserică, inclusiv numirea și revocarea clericilor.
Ramura radicală a Reformei, Anabaptiștii, și ei promovau o politică în care biserica este separată de stat complet, monarhul sau orice alt domnitor neavând nimic de spus în afacerile interne ale bisericii.

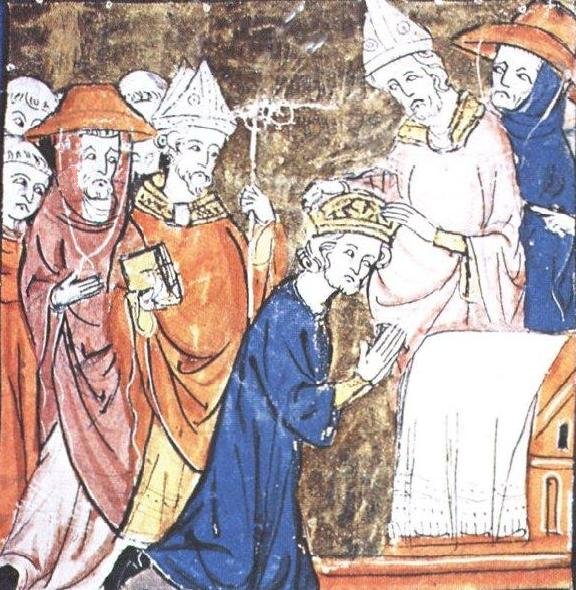
Carol cel Mare este încoronate de Papa Leon al III-lea

## Imperiul Bizantin
Spre deosebire de creștinismul apusean – unde încoronarea lui Carol cel Mare, de către papă (vicarul lui Isus Cristos pe pământ), a stabilit un precedent prin care autoritatea seculară era subordonată și recunoscută de cea ecleziastică – în lumea ortodoxă împăratul bizantin era cel care numea sau exilează episcopii. Acest fenomen este cunoscut sub numele de cezaro-papism.  Puterea seculară („cezar”) și cea religioasă („papa”) fiind concentrate în mâna unui singur om, a bazileului (titlu imperial bizantin).